# هیکس، شهرستان واشینگتن، آرکانزاس
هیکس (به انگلیسی: Hicks) یک منطقهٔ مسکونی در ایالات متحده آمریکا است که در شهرستان واشینگتن، آرکانزاس واقع شده‌است. هیکس ۴۰۰ متر بالاتر از سطح دریا واقع شده‌است.